# Relaciones Costa Rica-República Checa
Las relaciones Costa Rica-República Checa se refieren a las relaciones internacionales que existen entre Costa Rica y República Checa.

## Historia
En 1993, Costa Rica reconoció a la República Checa su calidad de sucesora en lo conducente de Checoslovaquia, país con el que mantenía relaciones oficiales desde 1924.

## Relaciones diplomáticas
Tanto Costa Rica como República Checa tienen un Consulado Honorario en función con sede en el otro país.